# Саатсеский сапог
Са́атсеский сапог (эст. Saatse saabas) — часть территории Круппской волости Печорского района Псковской области России, вдающаяся в эстонскую территорию (уезд Вырумаа на юго-востоке Эстонии). Участок имеет форму сапога и располагается в районе деревни Саатсе. По этому участку на протяжении километра проходит построенное в советское время эстонское шоссе Вярска—Саатсе. Такая ситуация создает значительные неудобства для передвижения.

## Пограничный режим

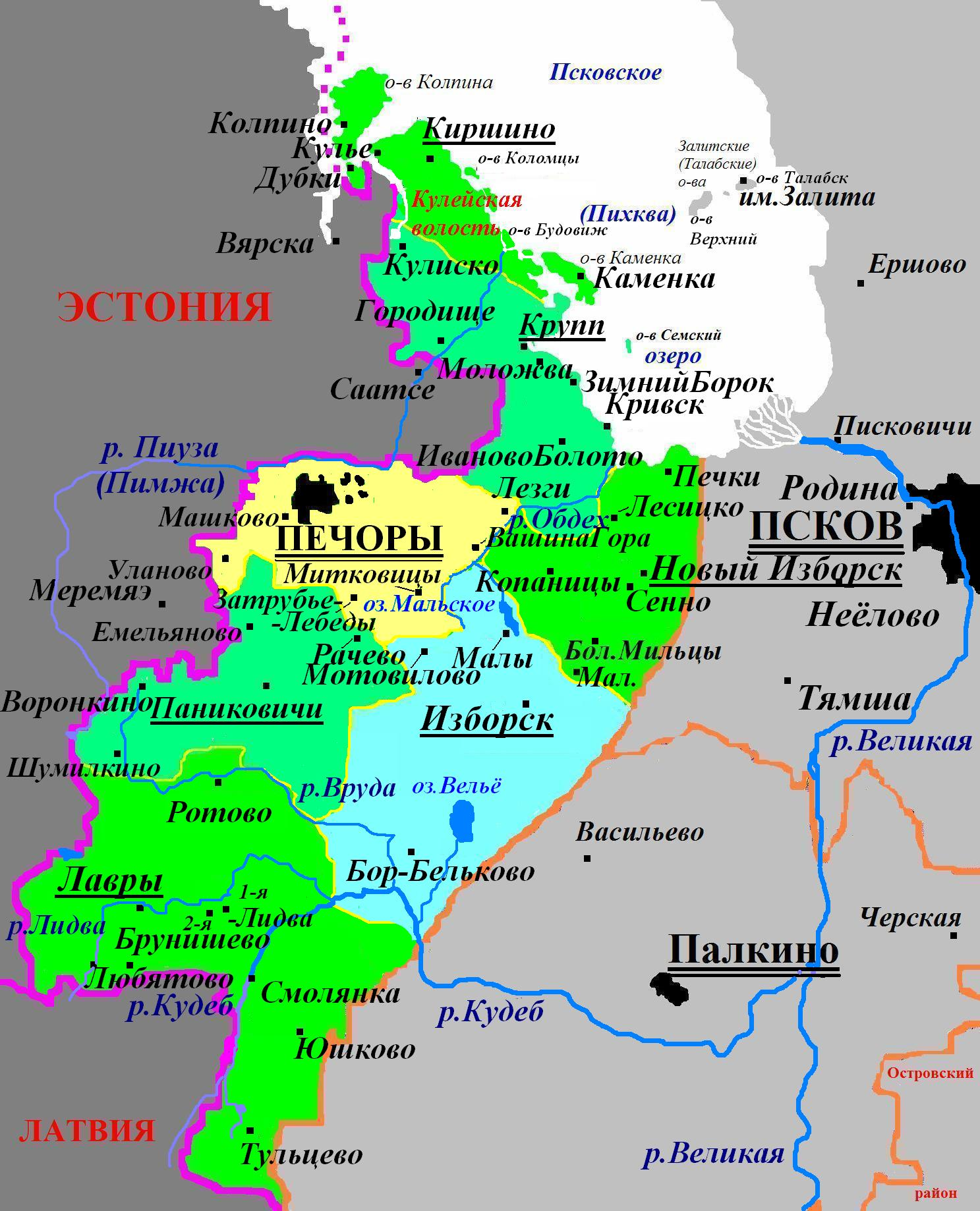
Карта Печорского района. Саатсеский сапог — к северу от деревни Саатсе

Российские власти не препятствуют движению транспорта без пограничного контроля, однако установили особый режим для этого участка: запрещено останавливаться и передвигаться пешком.

## Переговоры
«Саатсеский сапог» являлся одним из основных предметов переговоров по российско-эстонской границе. Этот участок планировалось передать Эстонии, взамен получив лесной надел площадью 68,9 гектара в волости Меремяэ и 33,9 гектара территории в окрестностях волости Вярска.
18 мая 2005 года главы МИД России и Эстонии — Сергей Лавров и Урмас Паэт — поставили свои подписи под договором о государственной границе.
Площадь «сапога» составляет 115,5 гектаров. Одновременно с его передачей Таллину России также отходит часть эстонских земель — Мариновский лесной надел площадью 68,9 гектаров к югу от «саатсеского сапога» в волости Меремяэ и 33,9 гектаров территории Суурсоо в окрестностях волости Вярска. Согласно договору, государственная граница прошла в Эстонии вдоль земельных наделов, находящихся в государственной, муниципальной и частной собственности. Некоторые участки земли, которые по договору перешли России, также находятся в частной собственности. Если государство не сумеет договориться с нынешними хозяевами наделов о приобретении у них земли, состоится принудительное отчуждение этих наделов. Ранее сообщалось, что МИДу Эстонии пять лет назад пришлось купить 20 гектаров пограничной земли у хуторянина из Пыльваского уезда, чтобы линия границы соответствовала договору.
Однако затем Россия отозвала свою подпись и отказалась ратифицировать договор в связи с тем, что эстонская сторона при ратификации приняла преамбулу, в которой она ссылается на Тартуский договор 1920 года и декларацию Госсобрания Эстонии 1992 года, что предположительно давало бы возможность Эстонии в будущем вновь предъявлять территориальные претензии на Печорский район и Принаровье с Ивангородом, входившими в Эстонию в 1920—1940 годах.
К 2014 году около 192 деревень у приграничной зоны стали закрытыми, попасть в них можно запросив пропуск в пограничном управлении ФСБ РФ. Процедура получения гражданства Эстонии для жителей Печорского района, родственники которых проживали на этой территории до 1940 года, проходит в упрощённом порядке.
В 2024 году власти Эстонии заявили об отказе от планов обмена «Саатсеского сапога» на соответствующие по площади эстонские земли «еще на несколько десятилетий, а то и веков».